# Murder by the Book (téléfilm, 1986)
Pour les articles homonymes, voir Murder by the Book (homonymie).
Pour plus de détails, voir Fiche technique et Distribution.
Murder by the Book (Murder by the Book) est un téléfilm anglo-canadien de Lawrence Gordon Clark diffusé pour la première fois en 1986. Il ne s'agit pas de l'adaptation d'une œuvre d'Agatha Christie, mais de sa rencontre avec son personnage Hercule Poirot.

## Synopsis
Agatha Christie décide de tuer son personnage Hercule Poirot dans son prochain roman, mais celui-ci vient la rencontrer pour lui faire part de son mécontentement.

## Fiche technique
- Titre original : Murder by the Book
- Réalisation : Lawrence Gordon Clark
- Scénario : Nick Evans
- Décors : John Box
- Photographie : Peter Jessop
- Montage : John Price
- Musique : Howard Goodall
- Production : Dickie Bamber et Nick Evans
- Pays d’origine :  Royaume-Uni et  Canada
- Langue originale : anglais
- Format : couleur — 1,33:1 — Mono
- Genre : Téléfilm policier
- Durée : 45 minutes
- Dates de sortie : 1986

## Distribution
- Peggy Ashcroft : Agatha Christie
- Ian Holm : Hercule Poirot
- Richard Wilson : Sir Max Mallowan
- Michael Aldridge : Edmond Cork
- John Atkinson : Jardinier
- Dawn Archibald : Sally